# ميشيل مولر
ميشيل مولر هي فارسة ‏ كندية، ولدت في 20 نوفمبر 1963.

## روابط خارجية
- ميشيل مولر على موقع الاتحاد الدولي للفروسية (الإنجليزية)
- ميشيل مولر على موقع FEI (رابط بديل) (الإنجليزية)
- ميشيل مولر على موقع أوليمبيديا (الإنجليزية)